# Pardosa amamiensis
Pardosa amamiensis là một loài nhện trong họ Lycosidae.
Loài này thuộc chi Pardosa. Pardosa amamiensis được Nakatsudi miêu tả năm 1943.